# Aleksandăr Tomov
Aleksandăr Tomov Lazarov (in bulgaro Александър Томов Лазаров?; Sklave, 3 aprile 1949) è un ex lottatore bulgaro, specialista della lotta greco-romana nella categoria dei pesi supermassimi.
È nella Hall of Fame della Federazione Internazionale (UWW) come cinque volte campione del mondo e cinque volte campione d'Europa nella categoria oltre 100 kg. Ha vinto tre medaglie d'argento alle Olimpiadi di Monaco 1972, Montreal 1976 e Mosca 1980 nella categoria pesi supermassimi, perdendo in tutte le tre occasioni da un avversario sovietico.
Ai Campionati europei ha vinto anche due medaglie d'argento ed una medaglia di bronzo.